# Ross McCall
Ross McCall (Port Glasgow, 13 de Janeiro de 1976) é um ator e produtor escocês conhecido por seu papel como T-5 Joseph Liebgott na minissérie de 2001 da HBO em Band of Brothers, Hooligans (2005), e Missão: Impossível - O Acerto Final (2025).

## Biografia
Ross McCall nasceu na Escócia em 13 de janeiro de 1976, filho de John e Maggie McCall. Mudou-se para a Inglaterra aos 7 anos de idade, quando sua família se mudou para Kent. Seu irmão mais velho, Stuart, é policial em Sussex . Seu pai estava no Corpo de Bombeiros de Kent e era um oficial de estação. Sua mãe era enfermeira. Seus pais mais tarde se divorciaram amigavelmente. Ambos moram na Inglaterra. Treinou na escola de teatro RedRoofs em Maidenhead, Inglaterra. Seu primeiro papel notável na tela foi aos 13 anos, quando apareceu como Freddie Mercury no videoclipe de 1989 para a música "The Miracle" do Queen.  Em 1993, ele foi destaque na série de televisão infantil da BBC The Return of the Borrowers.
Em 2001, McCall atuou na minissérie da HBO Band of Brothers. Anos mais tarde, em 2005, Ross co-estrelou o filme de drama independente Hooligans (2005) e mais tarde reprisou seu papel como Dave na sequência de 2009, Hooligans 2: Fique Firme. 
Em 2008 interpretou Kenny Battaglia na série de televisão Crash: Destinos Cruzados. No mesmo ano, McCall co-estrelou no filme de terror Autópsia, no papel de Jude. Em 2010, ele apareceu como ator convidado em White Collar no episódio "Bottlenecked" como Matthew Keller, um antigo rival do personagem principal Neal, reprisando o papel no episódio 14 da 2ª temporada, episódios 9 a 11 da 3ª temporada e episódios 2 a 6 da 6ª temporada. Também em 2010,  apareceu como ator convidado em Luther, série britânica de crime com Idris Elba, atuando como Daniel Sugerman. Serving Up Richard, filme de terror filmado nos estúdios Sunset Gower em Los Angeles, foi lançado em 2011. Ele também teve um papel recorrente como Ron Clark na minissérie de ação de 2014 24 Horas: Viva Um Novo Dia.
Em junho de 2016, McCall lançou um pequeno documentário no Youtube detalhando sua viagem às Ilhas Faroé e seu apoio à campanha da Sea Shepherd, "Operação Sleppið Grindini". No documentário,  entrevistou vários moradores locais sobre suas opiniões sobre a controversa caça tradicional de baleias-piloto, conhecida como "grindadrap". Ele também entrevista vários voluntários da Sea Shepherd alocados nas Ilhas, monitorando as atividades dos caçadores.

## Vida pessoal
McCall e seu irmão, Stuart, foram criados na fé católica romana.
Ross foi noivo da a atriz Jennifer Love Hewitt. Os dois conheceram-se na série Ghost Whisperer, onde Jennifer faz o papel de uma médium que vê espíritos e ajuda-os a fazer a passagem em direção à Luz, quando McCall estrelou em um episódio. Em novembro de 2007, após dois anos juntos, ficaram noivos.  Em 5 de janeiro de 2009, a revista People relatou que Hewitt cancelou o noivado no final de 2008.
Em 2010, namorou a atriz Sheridan Smith após 10 anos de amizade, mas se separaram no mesmo ano por conta de pressões no relacionamento à distância.
Após anos de especulação, McCall e a atriz italiana Alessandra Mastronardi fizeram sua estreia no tapete vermelho do Festival de Cinema de Veneza em 2019. Eles ficaram noivos em 2021, mas desde então se separaram. Ficaram juntos por quatro anos.
McCall torce para o time Glasgow Celtic Football Club.

## Filmografia (em inglês)
- Submerged
- The Snake King
- Hooligans
- Band of Brothers
- CSI: NY
- Icon
- Lethal Dose
- EMR
- Trade Routes
- Fire
- White Collar
- The polar Express
- My Summer with Des
- Return of the Borrowers
- The Borrowers
- Waterland* Jekyll and Hyde
- Blue Rabbit Pie
- Pye in The sky
- Bonjour la Classe
- The Broker's Man
- It Might be You
- The ghost Whisperer
- Bones
- Sam's Circus
- The Brittas Empire
- In Suspicious Circunstances.

## Teatro
- Charlie e a Fábrica de Chocolate
- The King and I
- Os Miseráveis
- O Leão, a Feiticeira e o Guarda-Roupa
- Lost in Wonkers
- Oliver!